# جایزه ادبی نوما
جایزه ادبی نوما (انگلیسی: Noma Literary Prize) در سال ۱۹۴۱ توسط انجمن خدمات نوما (نوما هوکو کای) مطابق با آخرین خواسته سیجی نوما (۱۸۷۸–۱۹۳۸)، مؤسس و اولین رئیس شرکت انتشاراتی کودانشا تأسیس شد. این جایزه توسط بنیاد فرهنگی نوما، بزرگ‌ترین سهامدار واحد در کودانشا، اعطا می‌شود. جایزه ادبی نوما هر ساله به یک اثر جدید برجسته که در ماه اکتبر تا سپتامبر بعد در ژاپن منتشر می‌شود اعطا می‌شود. جایزه نوما شامل یک لوح یادبود و یک جایزه نقدی به مبلغ ۳ میلیون ین است. این یکی از سری جوایز نوما است.